# 191 (число)
191 (Сто дев'яно́сто оди́н) — натуральне число між  190 та  192.
- 191 день в році — 10 липня (у високосний рік 9 липня).

## У математиці
- Сорок третього просте число
- 15-е просте число Софі Жермен

## В інших галузях
- 191 рік, 191 до н. е.
- NGC 191 — галактика в сузір'ї Кит.
- У Юнікоді 00BF  16  — код для символу «¿» (Inverted Question Mark).